# Forskningspolitik
Med forskningspolitik forstås en styring af et lands eller en videnskabsgrens forskning så den passer ind i en helhed og til langsigtede mål.

## Opståen
Forskning er en aktivitet, der har til formål at tilvejebringe ny viden. Det kan ske på mange måder og inden for meget forskellige områder. Den klassiske opdeling i områder er naturvidenskab, teologi, humaniora og samfundsvidenskab, og anvendelsesorienterede blandingsfelter som lægevidenskab, landbrugsvidenskab og andre tekniske videnskaber.
Forskningspolitik som vi forstår det i moderne tid opstår samtidig med at forskningen institutionaliseres i videnskabelige akademier, på universiteter og i statslige institutioner. Forskning foregik ganske vist allerede i antikken, men under andre institutionelle former. Man kan blot tænke på astronomien i det gamle Egypten til religiøst brug, på de gamle, græske matematikere og filosoffer eller på de arabiske lærde i overgangen mellem antikken og middelalder. 
Vi skal frem til middelalderens Italien for at se forskningen antage organisatorisk fastere former. Verdens formentlig første universitet blev oprettet under beskedne former i Bologna i 1158 som et fyrsteligt initiativ. Fagligt dækkede det i begyndelsen kun humaniora med teologi og lægevidenskab som et tidligt supplement. Naturvidenskaben (som også omfattede teknisk videnskab) kom først til langt senere. Universitetsideen var særdeles bæredygtig og blev hurtigt kopieret i alle andre europæiske lande.
Senere opstod behovet for en bredere udveksling af videnskabelige ideer og resultater. Det resulterede i de videnskabelige akademier – f.eks. det engelske The Royal Society fra 1660, der kun beskæftigede sig med naturvidenskab.
Disse overordnede organisationsformer var et resultat af lærde menneskers behov for en organisatorisk tilgang til skabelse og udvikling af viden kombineret med statsmagtens interesse i at bruge viden til at styrke nationen, ligesom der var forbundet prestige med at have dygtige forskere.

## Forskningspolitik som nødvendig del af et moderne samfund
Et af kendetegnene ved de moderne industrielle og postindustrielle videnssamfund er, at de er højt funktionsopdelte, og at brugen af videnskabelig ekspertise og/eller videnskabeligt uddannet arbejdskraft er taget markant til inden for stort set alle samfundsfunktioner. 
Selv om den ovenfor beskrevne udvikling er et resultat af bevidste, fremadrettede beslutninger, kan den ikke siges at være udtryk for en egentlig forskningspolitik. Det er vanskeligt at finde frem til, hvornår forskningspolitik blev etableret som en systematisk funktion. Det kan dog siges med sikkerhed ikke at være senere end 1945, hvor man i USA skulle udvikle efterkrigstidens samfund. 
Forskningen var en vigtig del heraf. En rapport ”Science – the Endless Frontier” af den fremtrædende forsker Vannevar Bush blev adopteret af den amerikanske forbundsstat og var den direkte anledning til oprettelsen af the National Science Foundation, hvis opgave var at lokalisere og støtte vigtige områder inden for naturvidenskab, teknisk videnskab og landbrugsvidenskab. 
Lægevidenskaben fik sit eget fond, the National Institute of Health. En internationalt accepteret definition af forskning og af en opdeling i grundforskning, anvendt forskning og udviklingsarbejde kom til i løbet af 1960'erne via OECD.
I Danmark blev Københavns Universitet oprettet i 1479. Videnskabernes Selskab kom til i 1742. Rask-Ørsted Fondet blev oprettet i 1919, Det Teknisk-Videnskabelige Forskningsraad i 1946 og Statens Almindelige Videnskabsfond i 1952. Under indflydelse af forskningspolitiske initaitiver fra OECD blev Forskningens Fællesudvalg oprettet i 1965, med det formål at rådgeive politikerne mht. forskningspolitik. I 1968 blev Statens Almindelige Videnskabsfond nedlagt og erstattet med fem statslige forskningsråd dækkende hhv. naturvidenskab, veterinær- og landbrugsvidenskab, medicin, socialvidenskab og humaniora.

## Modus 1 og modus 2 forskningspolitik
Et afgørende element i fondenes virksomhed var, at de skulle styres af forskerne selv. Grunden var (og er også i dag), at det kun er forskere, der er i stand til at sikre den bedst mulige, faglige kvalitet af de projekter, som får støtte. 
Systemet med en social kontrakt mellem samfundet (staten, som finansierede basismidler til grundforskning) og forskerne (som leverede ny viden til samfundet mod at få ro og frihed til selv at definere forskningens fronter) havde den virkning, at forskningspolitiske beslutninger i stor udstrækning blev truffet på forskernes egne præmisser. 
Modus 1
Dette system har man kaldt "modus 1" forskning eller "Akademisk Videnskab", hvor forskerne har høj selvstændighed m.h.t. forskningspolitiske beslutninger, og universiteterne havde monopol på at være kilder til ny viden, garanter for faglig kvalitet, og udstedelse af videnskabelige grader. 
Modus 2
I dag ser man i stigende grad, at forskningen foregår i ikke-universitært regi (fx i industrien), eller at universitetsforskningen finansieres af en højere andel af eksterne midler. Man taler om "modus 2" eller "post-akademisk" forskning, hvor andre interessenter end forskerne selv definerer hvad der skal ydes forskningsmidler til. Folkevalgte politikere træffer forskningspolitiske beslutninger (fx om særlige prioriteringsområder som "nanoteknologi", "bioteknologi", "kræftforskning", "IT og nye medier") uden nødvendigvis at tage hensyn til de basale vilkår for at sikre forskning af kvalitet. 
Forskningsmiljø
Et vigtigt element i forskningspolitiske beslutninger er, at et forskningsmiljø på internationalt niveau skal være til stede. Et sådant miljø tager år at opbygge, men kan ødelægges på kort tid ved at fjerne bevillingerne. En veltilrettelagt forskningspolitik indebærer en politisk beslutning om, hvad samfundet skal opnå ved en indsats, og hvor mange penge der skal bruges. Med andre ord: et samspil mellem forskningsmæssige muligheder og samfundets behov. 
Hvis der er tale om grundforskning, holder politikerne sig ofte til overordnede beslutninger (som f.eks. at bruge x millioner til humanbiologi og hvem der forvalter pengene). Jo mere anvendelsespræget indsatsen er, des mere detaljeret kan den politiske beslutning være – dog uden at gå ind i egentlig projektstyring. 
Forskningen kan blive udsat for et varierende forskningspolitisk pres i retning af "anvendelse", uanset det drejer sig om "forskning for folket" (en 1970'er parole, der førte til megen miljø- og sundhedsforskning) eller "fra forskning til faktura" i dag (som opprioriterer meget teknologisk forskning og udvikling).